# 朔县
朔县，山西省已撤消县份。
1912年（民国元年）改朔州置朔县，治所在今山西省朔州市，属山西雁门道。1928年（民国十七年）直属山西省。1949年属察哈尔省雁北专区，1952年撤销察哈尔省，朔县属山西省雁北专区。1958年，属山西省晋北专区。1961年，属山西省雁北专区。1967年，属山西省雁北地区。1988年撤销朔县，朔县改设朔州市朔城区。 